# Juan Antonio Carrillo Salcedo
Juan Antonio Carrillo Salcedo (Morón de la Frontera, 1934 - Sevilla, 19 de gener de 2013) va ser un jurista espanyol de Dret Internacional d'acreditat prestigi nacional i internacional.

## Biografia
Estudià dret a la Universitat de Sevilla, on fou deixeble de Manuel Giménez Fernández i Mariano Aguilar Navarro. Va rebre el premi extraordinari de doctorat i en 1974 es traslladà a la Universitat Autònoma de Madrid, on fou degà de la facultat de dret. En 1980 tornà a la Universitat de Sevilla.
Deixeble de l'internacionalista Antonio Truyol y Serra, va dedicar la seva vida a l'exercici de la docència i la recerca universitàries, impartint el seu magisteri a les Universitats de Sevilla, Granada i Autònoma de Madrid. Es va especialitzar en el Dret Internacional dels Drets Humans.
En qualitat de jurista de reconegut prestigi va ser nomenat Jutge del Tribunal Europeu de Drets Humans (TEDH) d'Estrasburg l'any 1986, càrrec al qual va renunciar en 1990 per dedicar-se exclusivament a la Universitat.
El Professor Carrillo va ser l'únic espanyol membre de la Comissió Internacional de Juristes i va ser un dels setze membres del Curatorium de la famosa Acadèmia de Dret Internacional de l'Haia fins a 2012 i el primer espanyol que va obtenir el prestigiós Diploma de Dret Internacional d'aquesta Acadèmia.
En 2003, va ser investit Doctor Honoris causa per la Universitat Carles III de Madrid i a l'octubre de 2007 va rebre idèntica distinció per la Universitat de Màlaga. Va ser membre titular de l'Institut de Dret Internacional de Ginebra i membre de nombre de l'Associació Espanyola de Professors de Dret Internacional i Relacions Internacionals (AEPDIRI).
Al desembre de 2005, va ser nomenat Col·legiat d'Honor de l'Il·ltre. Col·legi d'Advocats de Lucena, en 2009 és nomenat Fill Predilecte d'Andalusia i en 2004 acadèmic corresponent de la Reial Acadèmia de Ciències Morals i Polítiques.

## Obras
- Globalización y orden internacional. Sevilla : Universidad, 2005
- Europe et la pêche maritime (remarques introductives). Bruxelles : Editions de l'Université de Bruxelles, 2005
- El convenio europeo de derechos humanos. Madrid : Tecnos, 2003
- La ley de extranjería a la luz de las obligaciones de España en derechos humanos, (coordinador). Madrid : Akal, D.L.2002
- La criminalización de la barbarie: la Corte Penal Internacional, [et.al.]. Madrid : Consejo General del Poder Judicial, 2000
- Dignidad frente a barbarie: la Declaración Universal de Derechos humanos, cincuenta años después. Madrid : Trotta, D.L. 1999
- Soberanía de los estados y derechos humanos en derecho internacional contemporáneo. Madrid : Tecnos, 1995
- Curso de derecho internacional público: introducción a su estructura, dinámica y funciones. Madrid : Tecnos, 1994
- El derecho internacional en perspectiva histórica. Madrid : Tecnos, 1991